# Карачевская волость
Кара́чевская волость — административно-территориальная единица в составе Карачевского уезда Брянской губернии, существовавшая в 1924—1929 годах.
Центр — город Карачев.

## История
Волость образована в апреле 1924 года путём слияния Верхопольской, Драгунской и Руженской волостей Карачевского уезда.
В 1929 году, с введением районного деления, волость была упразднена, а на её территориальной основе был сформирован Карачевский район Брянского округа Западной области (ныне в составе Брянской области).

## Административное деление
По состоянию на 1 января 1928 года, Карачевская волость включала в себя следующие сельсоветы: Аксиньинский, Бабинский, Бережанский, Верхопольский, Гощевский, Градскобеломестный, Гремячинский, Жиркинский, Козинский, Коптиловский, Мальтинский, Мылинский, Новобеломестный, Одринский, Пластовский, Покровский, Рёвенский, Речицкий, Руженский, Трыковский, Фроловский.